# Teleférico Bolzano-Renon
O Teleférico de Bolzano-Renon liga o centro da cidade de Bolzano à comuna italiana de Renon onde existe uma estação ferroviária.